# ینس یرمیس
ینس یرمیس (به آلمانی: Jens Jeremies) بازیکن فوتبال و هافبک اهل آلمان است که از سال ۱۹۹۷ میلادی عضو تیم ملی فوتبال آلمان بوده‌است. وی در ۵۵ بازی ملی حضور داشته است و آخرین بازی ملی خود را در سال ۲۰۰۴ میلادی انجام داد. ینس یرمیس در بازی‌های ملی‌اش ۱ گل به ثمر رساند.